# Un verano con Mónica
Un verano con Mónica (Título original: Sommaren med Monika) es una película sueca de 1953 dirigida por Ingmar Bergman y protagonizada por  Harriet Andersson y Lars Ekborg. Causó controversia por su cruda representación del desnudo.
Su argumento gira en torno a la fuga de una pareja a través de un viaje en barca que, en un principio, resulta idílico, hasta que los problemas se suceden.

## Argumento
Harry Lund (Lars Ekborg), de 19 años, trabaja en un almacén de vidrio y porcelana. Cerca de ahí trabaja Mónica (Harriet Andersson) en un almacén de vegetales. Mónica es una chica de 17 años alegre y feliz. Ella empieza una conversación con él al verlo en un café. Después de un tiempo se enamoran. Los dos son hostigados en su empleo por su edad. Mónica abandona su casa después de una discusión con su padre y Harry deja su trabajo después de una discusión con su jefe. 	Sin nada que los ate a la ciudad, toman el pequeño bote de Harry al archipiélago para pasar unas semanas a solas.
El horizonte de una vida en pareja se asoma, pero esto traerá consigo dilemas importantes que modelan la vida de Harry y Monika

## Reparto
- Harriet Andersson - Mónica (Monika en versión original).
- Lars Ekborg - Harry
- John Harryson - Lelle
- Dagmar Ebbesen - Tía de Harry
- Åke Fridell - Padre de Mónica
- Naemi Briese - Madre de Mónica
- Åke Grönberg - Compañero de trabajo de Harry
- Sigge Fürst - Trabajador del almacén de porcelana

(Elenco completo en IMDb)

## Estreno

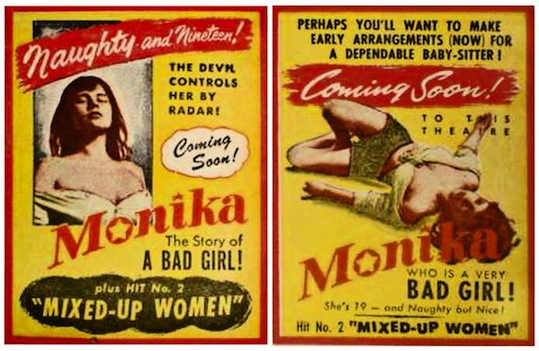
Imágenes promocionales para el estreno de Estados Unidos

La película se rodó entre el 22 de julio y el 6 de octubre de 1952. Su estreno fue el 9 de febrero de 1953 en Suecia.
El productor de cine de explotación Kroger Babb compró los derechos de la película en 1956 para su distribución en Estados Unidos. Para incrementar la acogida, la recortó a 62 minutos y enfatizó el nudismo de la película. Cambió el título a Monika, the story of a bad girl. Utilizó una gran cantidad de material promocional sugestivo, incluyendo postales de Andersson desnuda.

## Curiosidades
- Supuso el reconocimiento internacional de Ingmar Bergman.[3]
- Una de las escenas de Harriet Andersson fue célebre por el alto contenido erótico para la época.[3]
- Influyó al cine posterior, especialmente a la nouvelle vague y al género de road movie.[3]
- Tras tres semanas de rodaje en unas islas próximas a la isla de Örno, enviaron la película al laboratorio y una máquina defectuosa rayó miles de metros de película, por lo que tuvieron que repetirlas.[4]
- Lanzó a la fama a Harriet Andersson, una de las actrices fetiches de Ingmar Bergman, con quien trabajaría después en Noche de circo (1953), Sonrisas de una noche de verano (1955) y Como en un espejo (1961).
- Es la película de Bergman más vista en Estados Unidos.
- El autor de la novela en la que se basa, Per-Anders Fogelström, se encargó junto con el director de escribir el guion.